# Пархомовский, Эльрад Яковлевич

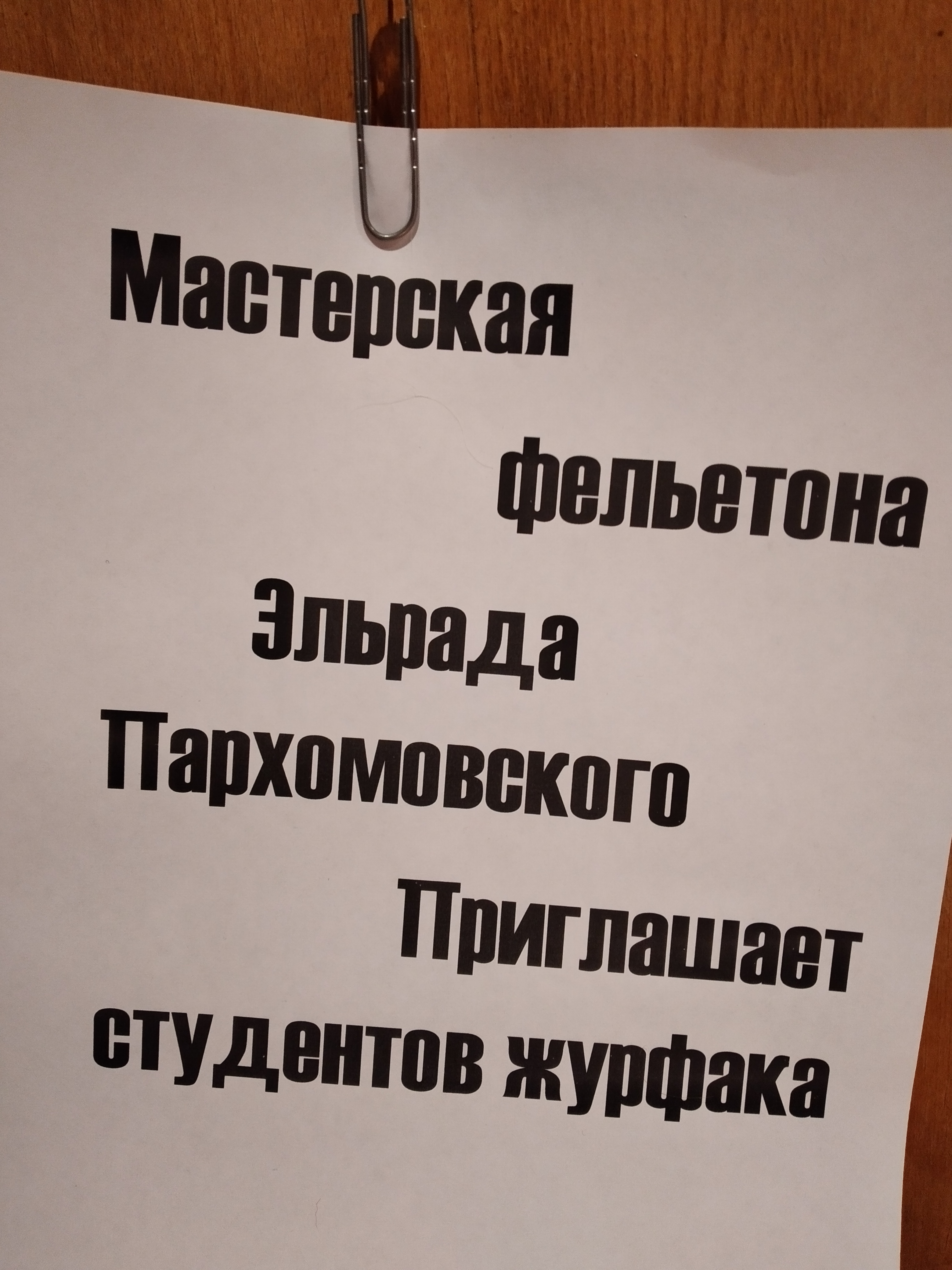

Эльрад Яковлевич Пархомовский (1927—1990) — советский журналист и писатель.
Необычное имя придумали родители Эльрада в период борьбы за электрификацию и радиофикацию страны. Получилось электричество и радио в одном флаконе.
Тесть — писатель Леонид Первомайский.
Окончил КГУ имени Т. Г. Шевченко (1950). Заслуженный работник культуры РСФСР. Награждён медалью. Лауреат премии Союза журналистов СССР (1967). Член СП СССР (1976).
Был штатным фельетонистом газеты «Известия», писал сценарии для киножурнала «Фитиль», являлся членом жюри телеигры «КВН», был одним из ведущих передачи «Прожектор перестройки».
Создал и вел мастерскую фельетона в редакции «Известий» для студентов факультета журналистики МГУ. Многие из его учеников впоследствии сами стали профессионально работать в ведущих газетах и журналах страны: Андрей Редькин («Труд»), Сергей Благодаров («Советская Россия»), Александр Могучий («Московская правда») , Николай Дьячков («Куранты»), Андрей Туманов («Ваши 6 соток»). Все, кого Пархомовский «ставил на крыло», до сих пор хранят добрую память об Эльраде Яковлевиче, как о талантливейшем писателе-сатирике и просто очень душевном человеке.

## Сочинения

### Проза
- Удивительные истории. М., 1964 (Библиотека Крокодила; 13). В соавторстве с С. А. Руденко
- Отец и сын. М., 1976 (Народный университет. Педагогический факультет; 4)
- Вокруг тигра: Фельетоны и рассказы. М., 1970
- В малом измерении: Фельетоны. М., 1975
- Безопасный жалобщик. М., 1984